# Lago Corrib

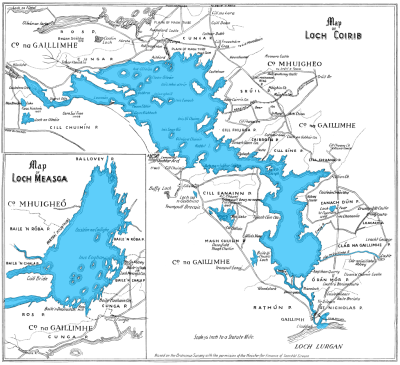
Mapa del lago

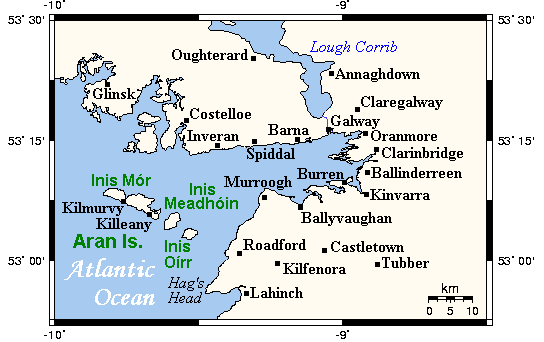
Mapa de la bahía de Galway donde se observa el sur del lago

El lago Corrib (del inglés: Lough Corrib); en irlandés: Loch Coirib es un lago que se encuentra en el occidente de Irlanda. El río Corrib (también llamado río Galway) conecta el lago con el mar al desembocar cerca de Galway.
Loch Coirib es una corrupción de Loch nOirbsean, nombre que proviene del navegante Orbsen Mac Alloid (conocido como Manannán Mac Lir, «el Hijo del Mar» cuyo nombre lleva la Isla de Man). En gaélico irlandés, al lago se le suele llamar también An Choirib («El Corrib»).
Sir William Wilde escribió un libro sobre el lago, publicado en 1867.